# Rottenburg an der Laaber
 Rottenburg an der Laaber, Rottenburg a.d.Laaber – miasto w Niemczech, w kraju związkowym Bawaria, w rejencji Dolna Bawaria, w regionie Landshut, w powiecie Landshut.
Położone około 23 km na północny zachód od Kelheim, nad rzeką Große Laber.

## Zabytki
- kościół pw. św. Jerzego (St. Georg) wybudowany w latach 1868–1869